# Seren Şirince
Seren Şirince (* 1. Januar 1988 in İzmir, Türkei) ist eine türkische Schauspielerin.

## Leben und Karriere
Şirince gab ihr Debüt 2012 in der Fernsehserie Araf Zamanı. Danach war sie 2013 in Aşk Emek İster zu sehen. Von 2015 bis 2016 spielte sie in der Serie İlişki Durumu: Karışık die Hauptrolle. 2016 spielte sie in İlişki Durumu: Evli die Hauptrolle. Außerdem trat sie 2017 in der Serie Seven Ne Yapmaz auf. Unter anderem wurde sie 2018 für den Film  Bücür gecastet. 2019 heiratete sie Tobias Sutter. Im selben Jahr bekam sie eine Rolle in der Serie Bir Aile Hikayesi. Anschließend trat sie 2020 in dem Film Aşkımızın Son Tekmesi auf. Aktuell lebt sie in England.

## Filmografie
Filme
- 2018: Bücür
- 2020: Aşkımızın Son Tekmesi

Serien
- 2012: Araf Zamanı
- 2013: Aşk Emek İster
- 2015–2016: İlişki Durumu: Karışık[6][7]
- 2016: İlişki Durumu: Evli
- 2017: Seven Ne Yapmaz
- 2019: Bir Aile Hikayesi

## Theater
- 2014: Göl Kıyısı[8]
- 2019: Bir Banka Soygunu Komedisi[9]